# Niko Zajc
Niko Zajc, slovenski harmonikar, * 5. december 1943, † 26. april 1998
Vodil je Ansambel Nika Zajca. Bil je samouk. Na začetku je igral kot vaški godec po porokah, nato je ustanovil inštrumentalni trio, ko pa je najdel še pevce je ustanovil ansambel leta 1970. Ansambel je deloval do njegove smrti 1998.